# Hippomolgus limiticus
Hippomolgus limiticus is een eenoogkreeftjessoort uit de familie van de Clausidiidae. De wetenschappelijke naam van de soort is voor het eerst geldig gepubliceerd in 2016 door Hosung Hwang, Jimin Lee en Il-Hoi Kim.
De soort werd gevonden in het modderige bodemsediment van de Oost-Chinese Zee, op 48 meter diepte.